# Dušan Andrašovský
Dušan Andrašovský (* 8. prosince 1976, Žiar nad Hronom) je bývalý slovenský lední hokejista. Hokej započal hrát v Dukle Trenčín. Poté přestoupil do Zvolenu, Plzně, Zlína či hostoval v Košicích, Pardubicích nebo Neuchâtel Young Sprinters HC. V prosinci 2011 se vrátil do Plzně, kde hostoval do konce sezony a poté, co neprodloužil s Plzní smlouvu přestoupil do 1. EV Wieden hrajícího třetí nejvyšší německou ligu, kde po dvou sezónách ukončil hráčskou kariéru.

## Kluby podle sezon
- 1994-1995-Dukla Trenčín
- 1995-1996-Dukla Trenčín
- 1996-1997-HKm Zvolen
- 1997-1998-HKm Zvolen
- 1998-1999-HKm Zvolen
- 1999-2000-HKm Zvolen
- 2000-2001-HC Keramika Plzeň
- 2001-2002-HC Keramika Plzeň
- 2002-2003-HC Keramika Plzeň
- 2003-2004-HC Lasselsberger Plzeň
- 2004-2005-HC Keramika Plzeň
- 2005-2006-HC Keramika Plzeň
- 2006-2007-HC Moeller Pardubice
- 2007-2008-HC RI OKNA Zlín, HC Moeller Pardubice
- 2008-2009-HC RI OKNA Zlín
- 2009-2010-HC Košice, Neuchâtel Young Sprinters HC
- 2010-2011-HC Košice
- 2011-2012-HC Plzeň 1929
- 2012-2013-1. EV Weiden
- 2013-2014-1. EV Weiden